# 勝利之歌
《勝利之歌》（英語：Yankee Doodle Dandy）是一部1942年的美國傳記歌舞電影，講述喬治·M·科漢的故事。本片由迈克尔·柯蒂斯執導，主演是占士·格尼、瓊·萊斯里、華特·休斯頓和理查德·吳爾夫。電影贏得了奧斯卡最佳男主演和最佳音樂獎。
1993年，《勝利之歌》因其在「文化、歷史和審美方面的顯著成就」而被國會圖書館列入國家影片登記表保護電影名單中。

## 劇情
在第二次世界大战初期，科漢从退休状态中走出来，在罗杰斯和哈特的音乐剧中扮演罗斯福总统。在第一天晚上，他被召到白宫与总统见面，总统向他颁发了國會金質獎章。科漢与罗斯福聊天，回忆起他早年在舞台上的日子。時間回到他7月4日出生那天，当时他的父亲正在杂耍舞台上表演。
科漢和他的姐姐一学会跳舞就加入了家庭表演，很快科漢四人组的表演就大獲成功。但乔治长大后过于自负，被戏剧制作人列入黑名单，因为他很麻烦。他离开了演出，向制作人兜售自己的歌曲，但没有成功。在与另一位挣扎的作家山姆·哈里斯的合作中，他终于吸引了一位制作人，他们走上了成功之路。他还与年轻的歌手兼舞者玛丽结婚。
随着他的明星地位的提高，他说服他的父母加入他的表演，将他的一些宝贵的财产归于他们的名下。
科漢退休了，但又多次重返舞台，最终扮演了美国总统的角色。当他从总统手中接过国会金质奖章，离开白宫后，他走下一组楼梯，同时表演踢踏舞（賈格納在这一场景拍摄前才想好的，没有排练就进行了）。在外面，他参加了一个阅兵式，士兵们正在唱《在那邊》，一开始，他并没有唱。其中一个人不知道科漢是这首歌的作曲者，问他是否知道歌词。科漢笑了笑，然后加入进来。

## 演員
- 占士·格尼 飾 喬治·M·科漢
- 瓊·萊斯里（英语：Joan Leslie） 飾 Mary Cohan
- 華特·休斯頓 飾 Jerry Cohan
- 理查德·吳爾夫（英语：Richard Whorf） 飾 山姆·哈里斯（英语：Sam H. Harris）
- 艾琳·曼寧（英语：Irene Manning） 飾 費伊·坦伯頓（英语：Fay Templeton）
- 喬治·托比亞斯（英语：George Tobias） 飾 Dietz
- 羅斯瑪麗·德坎普（英语：Rosemary DeCamp） 飾 Nellie Cohan
- 珍妮·卡格尼（英语：Jeanne Cagney） 飾 Josie Cohan
- 小埃迪·佛伊（英语：Eddie Foy Jr.） 飾 埃迪·佛伊（英语：Eddie Foy Sr.）
- 弗朗西絲·朗福德（英语：Frances Langford） 飾 諾拉·貝葉斯（英语：Nora Bayes）
- George Barbier（英语：George Barbier (actor)） 飾 厄爾蘭格（英语：A. L. Erlanger）
- S. Z. Sakall（英语：S. Z. Sakall） 飾 Schwab
- 沃爾特·卡特列特（英语：Walter Catlett） 飾 劇場經理
- 邁納·華生（英语：Minor Watson） 飾 艾德·阿比（英语：Edward Franklin Albee II）
- 切斯特·克魯特（英语：Chester Clute） 飾 Harold Goff
- Odette Myrtil（英语：Odette Myrtil） 飾 Madame Bartholdi
- 道格拉斯·克羅夫特（英语：Douglas Croft） 飾 喬治·M·康（13歲）
- 帕西·帕森斯（英语：Patsy Parsons） 飾 Josie Cohan（12歲）
- Captain Jack Young 飾 總統富蘭克林·德拉諾·羅斯福